# Isabelle Wéry

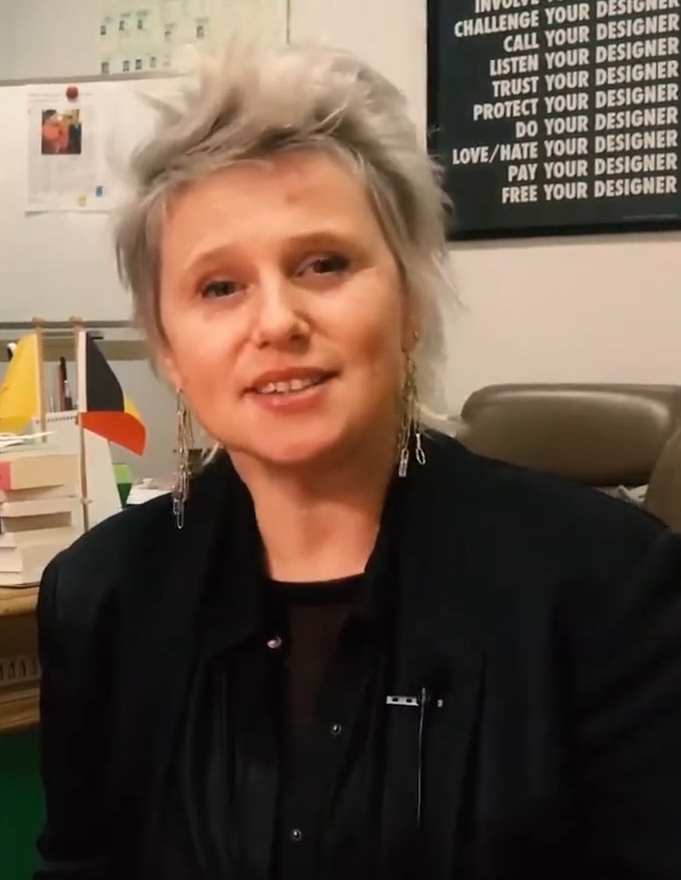
Isabelle Wéry nel 2018

Isabelle Wéry (Liegi, 1970) è una scrittrice, attrice e drammaturga belga.

## Biografia
Nata a Liegi nel 1970, ha studiato all' "Institut national supérieur des arts du spectacle et des techniques de diffusion" fino al 1991.
Attrice e drammaturga,  si è esibita in diversi teatri in Francia, Belgio, Italia e Regno Unito,  i suoi monologhi in Les Monologues du vagin di Eve Ensler hanno avuto molto successo. Ha esordito nella narrativa nel 2006 con il romanzo Monsieur René.
Con il romanzo Marilyn denudata ha vinto il Premio letterario dell'Unione europea nel 2013.

## Opere
- Monsieur René (2006)
- Saisons culottes amis (Yvette's poems) (2010)
- Marilyn denudata (Marilyn Désossée, 2013), Roma, Gremese, 2017 traduzione di Maria Stella Tataranni ISBN 978-88-8440-957-7.
- Poney flottant: Coma augmenté (2018)

## Teatro
- L'Illusion comique (2006)
- Les Origines de la vie (2008)

## Premi e riconoscimenti
- Prix de la Critique de Théâtre Belge: 2008 vincitrice con La tranche[6]
- Premio letterario dell'Unione europea: 2013 vincitrice con Marilyn denudata
- Belgian Press Prize: 2017[7]